# Carmenta albociliata
Carmenta albociliata là một loài bướm đêm thuộc họ Sesiidae. Nó được Engelhardt miêu tả năm 1925. Loài này có ở Bắc Mỹ, bao gồm Texas và Arizona.